# Classe Milwaukee
La classe Milwaukee, est une classe de quatre monitors de l'US Navy construits entre 1863 et 1865.

## Liste des navires
| Navire    | Constructeur                            | Nom       | Renommé                                        | Pose de la quille | Lancement       | Commissionné   |
| --------- | --------------------------------------- | --------- | ---------------------------------------------- | ----------------- | --------------- | -------------- |
| Chickasaw | Thomas G. Gaylord, St. Louis, Missouri  | Chickasaw | Samson, 15 juin 1869; Chickasaw, 10 août 1869  | 1862              | 10 février 1864 | 14 mai 1864    |
| Kickapoo  | G. B. Allen, St. Louis, Missouri        | Kickapoo  | Cyclops, 15 juin 1869; Kewaydin, 10 août 1869  | 1862              | 12 mars 1864    | 8 juillet 1864 |
| Milwaukee | Union Iron Works, Carondelet, St. Louis | Milwaukee | NA                                             | 27 mai 1862       | 8 février 1864  | 27 août 1864   |
| Winnebago | Union Iron Works, Carondelet, St. Louis | Winnebago | Tornado, 15 juin 1869; Winnebago, 10 août 1869 | 1862              | 4 juillet 1863  | 27 avril 1864  |